# خنيفيس (منجم فوسفات)
خنيفيس هو منجم فوسفات يقع على بعد 50 كلم جنوب غرب مدينة تدمر، سوريا.

## تاريخ
بدأ تطوير منجم خنيفيس في عام 1971. يتم الاستخراج من طبقتين بمتوسط سمك 3.36 مترًا و3.92 مترًا (أقصى سمك 7.1 و12.5 مترًا)، تفصل بينهما طبقة من الحجر الجيري يبلغ سمكها 0.7-1.45 مترًا فقط.
يتم تصدير الفوسفات المستخرج باستخدام السكك الحديدية وميناء طرطوس، والباقي يستهلكه معمل الأسمدة السوري في حمص.
في عام 2009، بلغ الإنتاج من منجم خنيفيس 800 ألف طن. خلال الحرب الأهلية السورية، اضطر المنجم إلى التوقف. وفي عام 2021، أعلنت وزارة النفط والثروة المعدنية السورية عن الانتهاء من إعادة تأهيل منجم خنيفيس بطاقة إنتاجية بلغت 650 ألف طن سنوياً.